# Martin Kulich
Martin Kulich (13. ledna 1906 Veľká Slatina – 2. prosince 1979 Poľana[kde?]) byl slovenský a československý odbojář a politik, poválečný poslanec Prozatímního Národního shromáždění, Slovenské národní rady a generální tajemník Demokratické strany. Po roce 1948 člen Strany slovenské obrody.

## Biografie
Vystudoval měšťanskou školu ve Zvolenu v letech 1920–1924. Pak v letech 1926–1928 absolvoval meliorační školu v Košicích. Působil jako referent státních lesů v Bratislavě, u krajské správy lesů v Malackách a v Pezinku, v Ústředním výboru Slovenského mysliveckého svazu. Za druhé světové války se podílel na odboji, účastnil se Slovenského národního povstání a byl členem povstalecké Slovenské národní rady.
Před druhou světovou válkou byl tajemníkem Slovenského rolnického dorostu, což byla mládežnická organizace Republikánské strany zemědělského a malorolnického lidu (agrární strany). V roce 1944 se podílel na vzniku Demokratické strany (DS) spojením různých nesocialistických proudů slovenského odboje. Na sjednocovacím sjezdu 17. září 1944 byl zvolen generálním tajemníkem DS. Byl tajemníkem Demokratického klubu v Banské Bystrici a po ústupu povstalců do hor působil jako partyzán.
V letech 1945–1946 byl poslancem Prozatímního Národního shromáždění za Demokratickou stranu. V parlamentu setrval do parlamentních voleb v roce 1946. Na základě výsledků parlamentních voleb roku 1946 byl zvolen do Slovenské národní rady.
Po únorovém převratu v roce 1948 byla Demokratická strana proměněna na Stranu slovenské obrody jako satelitní formaci závislou na KSČ. Kulich patřil mezi skupinu funkcionářů DS, kteří s tímto trendem souhlasili a podílel se na budování Strany slovenské obrody. Publikoval četné studie v oboru myslivosti, střelectví, ornitologie a včelařství. V roce 1945 mu byl udělen Řád Slovenského národního povstání a v roce 1947 Československý válečný kříž.